# 엘 페뇬 델 아마란토
《엘 페뇬 델 아마란토》(스페인어: El peñón del amaranto)은 1993년 방영된 멕시코의 텔레노벨라이다.